# Gabriel Mouesca
Gabriel Mouesca, né le 7 septembre 1961 à Bayonne, est l'un des leaders historiques français de l'organisation séparatiste militaire basque clandestine Iparretarrak et un militant pour les luttes anticarcérales. Jugé coupable d'une fusillade en 1983 à Léon (Landes), au cours de laquelle un gendarme est tué et un autre blessé, il est condamné à quinze ans de prison. Il passe en tout 17 années en détention.
Gabriel Mouesca est chargé de mission au sein d'Harrera, structure d'aide « au retour » des prisonniers politiques basques et des réfugiés, dans le cadre du processus de paix. Il a été le président de l'Observatoire international des prisons - section française (OIP) de 2004 à 2008. 

## Biographie
Gabriel Mouesca, militant nationaliste basque du Pays basque français, a été syndicaliste avant d'entrer dans l'organisation Iparretarrak, qui a revendiqué de nombreux attentats au Pays basque nord (français) au cours des années 1970, 1980 et 1990.
Conscient d'être dans l'action violente, Gabi Mouesca refuse toutefois le crime prémédité[réf. nécessaire]. Il est arrêté en 1984 et condamné pour une fusillade au camping de Léon (Landes) dans laquelle le gendarme Yves Giummarra a été tué, le gendarme Plouzeau a été gravement blessé et un militant a disparu (Jean-Louis Larre), et pour un hold-up. Lors de son arrestation, un autre militant d'Iparretarrak, Didier Lafitte, est tué par un policier en situation de légitime défense. En décembre 1986, il s'évade de la prison de Pau. Il est à nouveau arrêté le 11 juillet 1987. En novembre 1992, il est condamné pour hold-up et tentative d'évasion à quinze ans de réclusion criminelle.
En 2001, il est condamné pour la fusillade du camping de Léon à quinze ans de prison. Plusieurs fois condamné, il est libérable dès le 16 mai compte tenu des remises de peine auxquelles il pouvait prétendre. Gabriel Mouesca a passé 17 années en détention (dont 12 ans en maison d'arrêt). 
La France est condamnée à deux reprises pour violation de l'article 6 de la Convention européenne des droits de l'homme par la Cour européenne des droits de l'homme pour avoir mis 16 ans à le juger. À sa sortie en juillet 2001, il devient chargé de mission sur les prisons à la Croix-Rouge, poste qu'il quitte peu après être devenu président de l'OIP.
Président de l'Observatoire International des Prisons (OIP) de 2004 à 2009, il entre par la suite au siège national d'Emmaüs France en tant que chargé de mission prison. Il sera chargé de mener une expérimentation sociale sur trois départements dont l'objectif est d'imaginer un dispositif facilitant la réinsertion des prisonniers les plus pauvres, via un aménagement de peine. Il est aujourd'hui chargé de mission au sein d'Harrera, structure dont l'objet social est l'aide à la réintégration des prisonniers politiques basques et des ex-exilés dans le cadre du processus de résolution du conflit au Pays basque.
En avril 2015, Anne-Marie Michaud et lui sont nommés co-présidents du Comité pour la défense des droits de l'Homme en Pays basque (CDDHPB), un comité fondé en 1984.

## Film documentaire TV
- Marc Maouad, Roland Sicsic, Mouesca : le militant, diffusé le 6 août 2011 sur Planète+ Justice